# Phaeogenes coryphaeus
Phaeogenes coryphaeus là một loài tò vò trong họ Ichneumonidae.